# Eucalyptolyma pollicaris
Eucalyptolyma pollicaris är en insektsart som beskrevs av Taylor 1987. Eucalyptolyma pollicaris ingår i släktet Eucalyptolyma och familjen rundbladloppor. Inga underarter finns listade i Catalogue of Life.